# Intervento israeliano nella Guerra Iran-Iraq

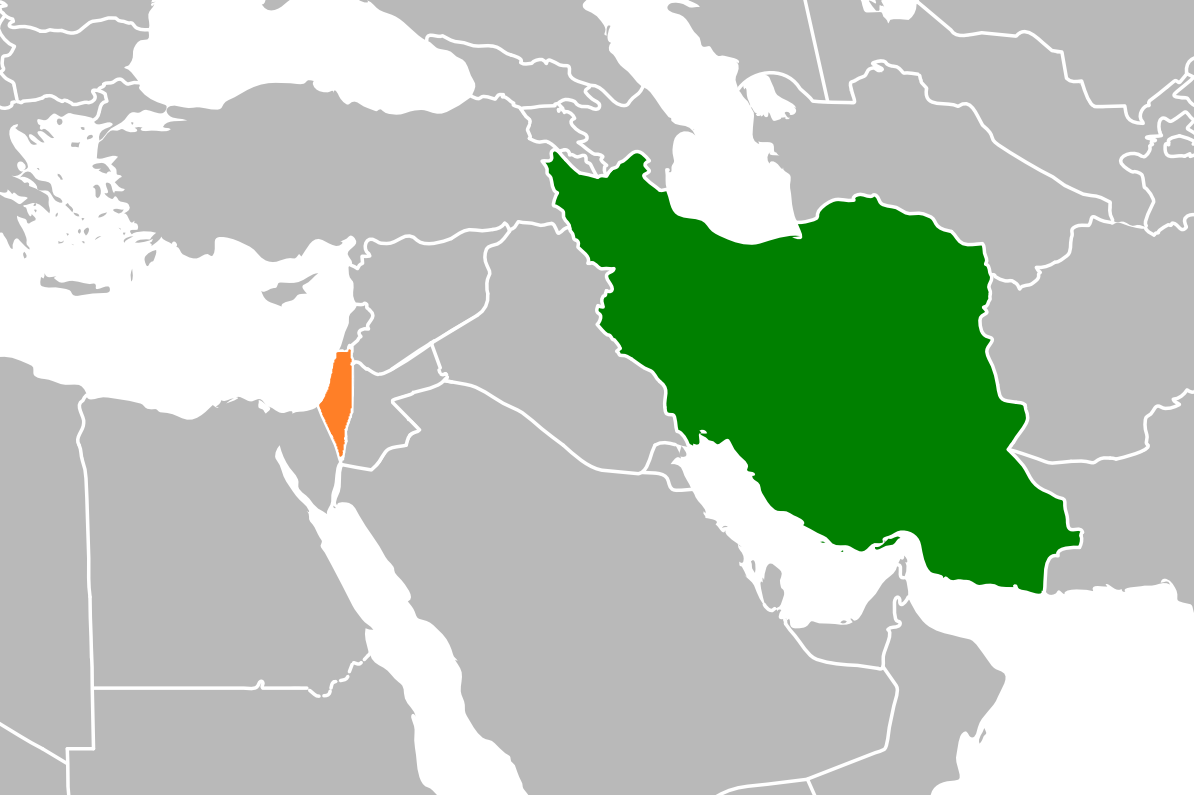
Iran (verde) e Israele (arancione)

L'intervento israeliano nella guerra Iran-Iraq si riferiscono al supporto militare consistente nella fornitura di armi da Israele all'Iran durante la guerra Iran-Iraq dal 1980 al 1988.

## Fornitura di armi
Secondo Ronen Bergman, Israele ha fornito all'Iran armamenti pari a un valore di 75 milioni di dollari da depositi delle industrie militari israeliane e delle forze armate israeliane, nell'operazione Seashell del 1981. Il materiale includeva 150 cannoni anticarro M-40 con 24000 proiettili per ogni cannone, pezzi di scorta per carri armati ed aerei, proiettili da 106 mm, 103 mm e 175 mm e missili TOW. Questo materiale fu trasportato inizialmente attraverso mezzi aerei della compagnia argentina Transporte Aéreo Rioplatense ed in seguito attraverso mezzi navali.
Secondo Trita Parsi, analista politico di origine iraniana e presidente nel National Iranian-American Council, il supporto israeliano per l'Iran consisteva in vari elementi:
- Forniture di armi per un totale stimato di 500 milioni di dollari dal 1981 al 1983 in base ai dati dell'Istituto di Studi Strategici dell'Università di Tel Aviv. La maggior parte di essi sono stati pagati tramite petrolio iraniano consegnato in Israele.[2] Secondo Ahmad Haidari, "un trafficante di armi al servizio del regime di Khomeini, circa l'80% delle armi acquistate da Tehran" immediatamente dopo lo scoppio della guerra proveniva da Israele.[2]
- Consegne di armi dagli USA all'Iran nello scandalo Iran-Contras facilitato da Israele.
- L'attacco israeliano sul reattore nucleare iracheno Osirak del 7 giugno 1981, che ha rallentato il programma nucleare dell'Iraq. Infatti, anche l'Iran bombardò il reattore precedentemente, nel 1980.[3]
- È stato documentato anche che Israele ha inviato istruttori per aiutare l'Iran nello sforzo bellico.

Secondo Mark Phythian, il fatto "che l'aviazione militare iraniana potesse essere operativa" dopo l'attacco iniziale dell'Iraq e "fosse capace di effettuare diverse incursioni su Baghdad e bombardare installazioni strategiche" era "dovuto almeno in parte alla decisione dell'amministrazione Reagan di permettere a Israele di introdurre armi di origine americana in Iran per prevenire una vittoria dell'Iraq."
Il trafficante di armi israeliano Yaakov Nimrodi avrebbe siglato un accordo con il Ministero della difesa dell'Iran per vendere armi per un valore di 135 842 000 $ inclusi missili MGM-52 Lance, M712 Copperhead e missili Hawk. Nel marzo 1982, il The New York Times citò documenti che indicavano che Israele aveva fornito metà o più di tutte le armi destinate a Teheran nei precedenti 18 mesi, ammontando ad almeno 100 milioni di dollari in vendite. Il settimanale italiano Panorama riportò che Israele aveva venduto al regime di Khomeini 45000 mitragliatrici Uzi, missili anticarro, howitzer e pezzi di ricambio per aerei militari. "Una larga parte del bottino sottratto al OLP durante la guerra in Libano del 1982 finì a Tehran," affermò il settimanale.
Anche l'investitore e finanziere israeliano Marc Rich fu strumentale nella vendita di armi all'Iran. Dopo la rivoluzione, il governo iraniano incontrò notevoli difficoltà a vendere petrolio a mercati internazionali in quanto molte compagnie europee lasciarono l'Iran. Marc Rich inviò i dirigenti della Glencore in Iran per una settimana dopo la rivoluzione e divenne il più importante fornitore di petrolio iraniano per 15 anni. Nella sua autobiografia, The King of Oil, Rich affermò che aveva venduto armi all'Iran in cambio della vendita di petrolio iraniano ad Israele attraverso una conduttura segreta. Egli affermò che entrambi i governi erano a conoscenza di questa transazione. Per queste azioni, e per aver violato le sanzioni all'Iran, Rich fu inserito nella lista dei ricercati dell'FBI per molti anni fino a quando Bill Clinton gli concesse la grazia nell'ultimo giorno del suo mandato. Dirigenti del Mossad come Avner Azular e Shabbtai Shevit scrissero personalmente entrambi a Clinton per fargli concedere la grazia.

## Distruzione del reattore Osirak
Il 7 giugno 1981, uno squadrone di caccia F-16A dell'aviazione israeliana, con una scorta di F-15A, bombardò e danneggiò gravemente il reattore nucleare di Osirak in Iraq. Secondo il giornalista Nicholas Kristof, se non fosse stato per l'attacco, "l'Iraq avrebbe ottenuto armi nucleari negli anni ottanta, avrebbe potuto avere adesso una provincia chiamata Kuwait e un pezzo dell'Iran."

## Altri aiuti
Secondo John Bulloch e Harvey Morris, gli israeliani progettarono e produssero gli enormi blocchi di polistirene che le forze d'assalto iraniane usavano per realizzare vie di comunicazione improvvisate attraverso le difese irachene a Bassora; Israele permise agli aerei iraniani di volare nonostante una mancanza di pezzi di ricambio; e istruttori israeliani insegnarono a comandanti iraniani come gestire le truppe.
Nonostante tutti i discorsi dei leader iraniani e le denunce contro Israele alle preghiere del venerdì, erano presenti non meno di circa cento consiglieri e tecnici israeliani in Iran in ogni momento durante la guerra, ospitati in un campo isolato e attentamente sorvegliato giusto a nord di Tehran, dove rimasero perfino dopo il cessate il fuoco.
Nell'agosto 1982 Aerospace Daily osservò che il supporto di Israele fu "cruciale" per consentire all'aviazione militare dell'Iran di volare contro l'Iraq. Le vendite israeliane includevano anche pezzi di ricambio per i caccia di fabbricazione americana F-4 Phantom. Anche Newsweek riportò che dopo che un disertore iraniano atterrò il suo F-4 Phantom in Arabia Saudita nel 1984, esperti dell'intelligence determinarono che molte delle sue parti erano state in origine vendute da Israele.

## Obiettivi
Secondo Bergman, gli obiettivi di Israele erano impedire all'Iraq di conquistare l'Iran poiché temevano un Saddam Hussein vittorioso; e creare un business per l'industria bellica israeliana.
Trita Parsi scrive che Israele fornì all'Iran armi e munizioni perché vedeva l'Iraq come un pericolo alla sopravvivenza dello Stato ebraico. Parsi spiegò in un'intervista con Diane Rehm che nonostante la retorica anti-israeliana pubblicamente mostrata dall'Iran, in realtà, le due nazioni dipendevano segretamente l'una dall'altra per affrontare l'opposizione sia dell'Iraq che dell'Unione Sovietica.